# Zequinha de Abreu

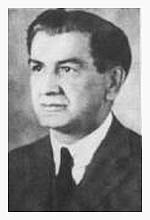
Zequinha de Abreu
(1880-1935)

Zequinha de Abreu (numele real: José Gomes de Abreu, n. 19 septembrie 1880 în Santa Rita do Passa Quatro, Brazilia – d. 22 ianuarie 1935 în São Paulo, Brazilia), a fost un compozitor brazilian. 
A primit încă de la vârsta de 6 ani lecții de muzică. A cântat la diferite instrumente muzicale (flaut, clarinet, pian). Mai târziu a fost proprietarul unei drogherii, apoi primarul localității natale Santa Rita do Passa Quatro și profesor de pian. A murit în anul 1935 la São Paulo, în urma unui atac de cord.
Principala sa compoziție este "Tico-Tico no Fubá", din anul 1917, una din cele mai cunoscute melodii sudamericane pe plan mondial. La popularizarea acestei melodii (redenumită “Tico-Tico”) au contribuit în anii 40 ai secolului al XX-lea interpretele Ethel Smith si Carmen Miranda. Piesa a fost compusă inițial pentru un ansamblu instrumental de tip "Chôro". Titlul melodiei inseamnă "Vrăbiuța in făină de mălai", iar ritmul zglobiu și antrenant al melodiei imită păsărica care vrea să ciugulească toată făina unui hambar.

## Compoziții
- Tico-Tico no Fubá
- Sururú na Cidade
- Branca
- Tardes em Lindóia